# NKT細胞
自然殺傷T細胞（Natural killer T cells），簡稱NKT細胞（NKT cells），是一類異質的T細胞，與T細胞和NK細胞（自然殺傷細胞）擁有部分相同的特徵。許多NKT細胞都能識別非多型的CD1d分子。CD1d是一類抗原呈遞分子，可與自體和異體的脂質以及糖脂結合。NKT細胞大約只佔到外週血T細胞的0.1%。值得注意的是，不要將NKT細胞與NK細胞混爲一談。

## 命名
名詞「自然殺傷T細胞」（NKT細胞）最初是指小鼠體內一種表達自然殺手相關標記（NK cell-associated marker）NK1.1（CD161）的T細胞。現在，廣爲認可的NKT細胞定義爲「小鼠和人體內共表達具有相當偏向性的T細胞受體（TCR）以及NK細胞標記的CD1d限制的T細胞。

## 分子特徵
NKT細胞是一種共表達αβT細胞受體（TCR），且會表達數種與NK細胞有關的分子標記（如NK1.1）的T細胞。最常見的NKT細胞（不變NKT細胞/1型NKT細胞）與普通的αβT細胞在於，這類NKT細胞的T細胞受體種類相當少。1型NKT細胞以及2型NKT細胞能夠識別由CD1d分子（CD1家族（作用爲抗原呈遞）的一種分子）呈遞的脂質和糖脂，但不能識別多肽-MHC複合物。因此，NKT細胞在識別來自分枝桿菌（下屬的結核分枝桿菌可導致肺結核）等生物的糖脂時扮演着重要角色。
NKT細胞分爲NK1.1+以及NK1.1−、 CD4+以及CD4−、CD8+以及CD8−。NKT細胞具有一些NK細胞的特性，比如會表達CD16、CD56，並會產生顆粒酶。
不變NKT（iNKT）細胞會表達高水平的早幼粒白血病锌指（Promyelocytic leukemia zinc finger）。它們的發育也依賴這種轉錄調節分子。

## 分類
研究人員認爲應將NTK細胞分爲三類：
|                   | 1型NKT細胞                                                                                   | 2型NKT細胞                                                    | 類NKT細胞                   |
| 別名              | 經典NKT細胞（classical NTK） 不變NKT細胞（iNKT細胞） Vα14i NKT細胞（鼠） Vα24i NKT細胞（人） | 非經典NKT細胞（non-classical NTK） 變異NTK細胞（diverse NKT） | NK1.1+T細胞 CD3+ CD56+T細胞 |
| 限制              | CD1d                                                                                         | CD1d                                                          | MHC以及其他（？）           |
| α-GalCer 反應活性 | +                                                                                            | -                                                             | -                           |
| T-cell-receptor庫 | Vα14-Jα18: Vβ8.2, 7, 2（鼠） Vα24-Jα18: Vβ11（人）                                           | 多種                                                          | 多種                        |
| ----------------- | -------------------------------------------------------------------------------------------- | ------------------------------------------------------------- | --------------------------- |

## 不變NKT(iNKT)細胞
最廣爲人知的一類CD1d依賴性NKT細胞會表達一種不變T細胞受體（TCR）α鏈。這類NKT細胞即1型NKT細胞，或稱不變NKT（iNKT）細胞。1型NKT細胞的顯著特徵是能迅速對危險信號和促炎細胞因子作出反應。
不變NKT細胞能識別由CD1d分子呈遞的脂質。CD1d分子是一類非多態性的抗原呈遞分子，與1類MHC相似。這類細胞在小鼠和人之間的進化保守。人體內高度保守的T細胞受體（T細胞受體）由Va24-Ja18和Vb11組成，與糖脂抗原專一結合。1型NKT細胞最經典的抗原爲α-半乳糖酰基鞘氨醇（αGalCer），一類從深海海綿Agelas Mauritanius中提純的化學物質的人工合成形式。1型NKT細胞在胸腺中發育，成熟後會分散至外週。肝臟中的NKT細胞數目最多，胸腺、外週血、脾臟、骨髓，以及脂肪組織中亦有NKT細胞存在。與小鼠相比，人體內的1型NKT細胞較少，且循環系統中的1型NKT細胞數目波動較大。
目前，主要有5種iNKT細胞。每類細胞在活化後可以產生不同種類的細胞因子。亞型iNKT1、iNKT2，以及iNKT17能反映一些輔助T細胞細胞因子的產生。另外，一些亞型可以發揮與濾泡輔助T細胞類似的功能以及I1-10依賴的調節功能。活化的1型NKT細胞可以改變免疫應答的強度以及種類。他們能夠像樹突狀細胞、中性粒細胞、淋巴細胞一樣與其他免疫細胞發生交叉交流。當抗原與不變T細胞受體結合時，1型NKT細胞即會活化。1型NKT細胞亦可以通過細胞因子信號間接活化。
儘管1型NKT細胞數目不多，它們獨一無二的性質使得它們成爲一類能影響免疫系統行爲的重要免疫系統調節細胞。已證明NKT細胞與慢性炎症性疾病，如自體免疫病、哮喘，以及代謝綜合徵有關。在患有自體免疫病的人體內，外週血的1型NKT細胞數目下降。不過，目前尚不清楚這是病因還是症狀。實驗鼠早期發育過程中缺乏微生物的接觸可導致1型NKT細胞數目的上升以及免疫疾病的發生。

## 功能
活化後，NKT細胞可以產生大量的干擾素-γ、IL-4（白細胞介素4），以及粒细胞-巨噬细胞集落刺激因子（granulocyte-macrophage colony-stimulating factor）。此外，NKT細胞還能產生一些細胞因子和趨化因子（如IL-2、IL-13、IL-17、IL-21、肿瘤坏死因子-α）。

## 意義
NKT細胞對於免疫的一些功能的發揮是至關重要的。已證明NKT細胞的功能失調或欠缺可能會造成自體免疫病（比如糖尿病和動脈粥樣硬化）以及癌症。一些研究表明，NKT細胞與人類哮喘的發病也有一定聯繫。
NKT細胞的對細胞因子（如IL-2、IFN-γ、TNF-α、IL4）的快速釋放可能有臨床上的應用價值，因爲這些因子能促進或抑制不同的免疫反應。
目前，大量關於NKT細胞的臨床實驗都是用細胞因子誘導的殺傷細胞（cytokine-induced killer cell, CIK）進行的。

## 外部連結
- NKT cell Journal Screening
- Nature glossary on murine NKT cells（页面存档备份，存于）
- Nature Reviews Web Focus on regulatory lymphocytes（页面存档备份，存于）